# Та Моан
Та Моан — храм времён Кхмерской империи, построен Джаяварманом VII, сейчас находится на территории Таиланда, рядом (в 1,5 км.) с оспариваемыми Камбоджей объектами, также памятниками Кхмерской империи — Та Моан Тхом и Та Моан Точ.
Та Моан — «огненный дом», прямоугольное строение из латерита с башней, служил местом поклонения. Близ него находилось много деревянных павильонов для путников.